# Koi Kogarete
Koi Kogarete è un brano musicale della cantante giapponese j-pop Beni, pubblicato come terzo singolo estratto dall'album Bitter & Sweet il 10 giugno 2009. Il singolo è arrivato sino alla settantesima posizione della classifica Oricon dei singoli più venduti in Giappone, vendendo circa 1 266 copie. Il brano è stato usato come sigla finale della trasmissione Ongaku Senshi MUSIC FIGHTER, trasmessa da NTV.

## Tracce
CD Singolo UPCH-80129
1. Koi Kogarete (恋焦がれて)
2. CRUISE the WORLD
3. FOREVER 21
4. Koi Kogarete(Instrumental) (恋焦がれて)

Durata totale: 16:57

## Classifiche
| Classifica (2009) | Posizione più alta |
| ----------------- | ------------------ |
| Giappone (Oricon) | 70                 |